# Anthrenus edopetri
Anthrenus edopetri là một loài bọ cánh cứng trong họ Dermestidae. Loài này được Háva miêu tả khoa học năm 2004.